# Mîhalce, Horodenka
Mîhalce (în ucraineană Михальче) este localitatea de reședință a comunei Mîhalce din raionul Horodenka, regiunea Ivano-Frankivsk, Ucraina.

## Demografie
Componența lingvistică a localității Mîhalce
     Ucraineană (100%)
Conform recensământului din 2001, toată populația localității Mîhalce era vorbitoare de ucraineană (100%).